# Samantha Torres
Samantha Torres (Ibiza, 6 de octubre de 1973) es una actriz y modelo española.

## Carrera
Torres nació en la isla de Ibiza en 1973. En 1992 representó a su país en los certámenes de belleza Miss Mundo y Miss Internacional. A partir de entonces su carrera como modelo la llevó a aparecer en varias campañas publicitarias y en portadas de reconocidas revistas. En diciembre de 1995 se convirtió en Playmate para la revista Playboy, convirtiéndose en la portada del mes de abril de 1996. Ese mismo año se trasladó a Colombia para hacer una aparición en la telenovela Mascarada. A partir de entonces registró apariciones en películas y series de televisión como Gia, Sombras de duda, Suddenly Susan y Camino de Santiago.

## Vida personal
En la década de 1990 se le relacionó sentimentalmente con el cantante español Enrique Iglesias, aunque la actriz nunca confirmó este hecho. Torres conoció en Los Ángeles al actor estadounidense Dean Cain, con quien tuvo un hijo, Christopher, nacido en el año 2000. Años después, Samantha se casó con el exjugador de baloncesto estadounidense Joe Wallace, con quien tiene dos hijos.

## Filmografía

### Cine y televisión
- 1995 - Esto es lo que hay
- 1996 - Mascarada
- 1998 - Gia
- 1998 - Sombras de duda
- 1998 - Suddenly Susan
- 1999 - Camino de Santiago
- 2012 - A Broken Code